# Сезон ФК «Арсенал» (Київ) 2004—2005
Сезон ФК «Арсенал» (Київ) 2004–2005 — 4-й сезон київського «Арсенала» у чемпіонатах України та третій повноцінний сезон команди у змаганнях найвищого рівня. За підсумками сезону клуб посів 9-те місце в чемпіонаті України та став учасником 1/16 фіналу Кубка України.
Після не дуже вдалого виступу команди в минулому сезоні керівництво клубу вирішило змінити тренерський штаб і замість В'ячеслава Грозного наставником киян було призначено Олександра Баранова, що працював до цього у Фінляндії. Разом з Грозним з клубу пішла ціла група футболістів, яких він привів до команди: Герман Кутарба, Максим Аристархов, Ласло Боднар та інші. Натомість відновилися від травм Сергій Коновалов та повернувся до команди Ігор Костюк. Серед придбаних футболістів слід відзначити Сергія Мізіна, що став одним з лідерів та капітаном команди, а також Романа Байрашевського, який більшість сезону був основним голкіпером команди.
Початок першого кола у команди вдався неоднозначним — у перших десяти турах вдалося здобути перемогу лише над «земляками» з «Оболоні» та «Борисфена». До того ж, ще у 1/16 фіналу перервався турнірний шлях «Арсенала» в кубку, де «каноніри» поступилися в серії післяматчевих пенальті вінницькій «Ниві». Однак завершення першої половини чемпіонату стало справжнім бальзамом на душу вболівальників команди — у 5 іграх «каштанчики» здобули 3 перемоги та вперше в історії зіграли в нічию з київським «Динамо». Продовження подібної феєрії від команди очікували і після зимової перерви, однак старт другого кола вийшов приголомшливо-гірким — лише 2 здобуті очки у перших 7 іграх. І навіть друга поспіль нічия з «динамівцями» не підсолодила цю пілюлю. Переломним став поєдинок 23 туру з донецьким «Шахтарем», у якому «Арсенал» відстояв нічию. У наступних 7 іграх кияни поступилися лише раз, видавши наприкінці чемпіонату серію з трьох перемог поспіль.

## Результати

### Кубок України
| 1/32 фіналу 7 серпня 2004 | ПФК «Олександрія» | 0 – 2    | «Арсенал» (Київ)                                | Олександрія                                          |  |
| 19:00                     |                   | Протокол | Сергій Коновалов 29' (пен.) Мацей Ковальчик 76' | Стадіон: «Ніка» Глядачі: 2,400 Суддя: Сергій Задіран |  |

| 1/16 фіналу 19 серпня 2004                                   | «Нива» (Вінниця)                 | 2 – 2 (4 — 2 пен.)                                                   | «Арсенал» (Київ)                           | Вінниця                                                                  |  |
| 17:30                                                        | Жолт Нодь 14' Андрій Головко 99' | Протокол                                                             | Костянтин Бабич 56' Еммануель Окодува 113' | Стадіон: Центральний міський стадіон Глядачі: 8,000 Суддя: Євген Геренда |  |
|                                                              |                                  | Пенальті                                                             |                                            |                                                                          |  |
| Руслан Єрмоленко Петро Кондратюк Роман Пахолюк Євгеній Сайко |                                  | Олег Пестряков · Олександр Першин · Володимир Анікєєв · Андрій Рябих |                                            |                                                                          |  |

### Чемпіонат України
| 1 тур 15 липня 2004 | «Ворскла-Нафтогаз» (Полтава)                                      | 3 – 0    | «Арсенал» (Київ) | Полтава                                               |  |
| 18:00               | Антон Ковалевський 21' Геннадій Медведєв 30' Володимир Браіла 73' | Протокол |                  | Стадіон: «Ворскла» Глядачі: 5,000 Суддя: Олег Зубарєв |  |

| 2 тур 24 серпня 2004 (відкладений матч) | «Арсенал» (Київ)                             | 2 – 1    | «Борисфен» (Бориспіль) | Київ                                                          |  |
| 19:00                                   | Еммануель Окодува 55' Олександр Першин 90+3' | Протокол | Вадим Мельник 60'      | Стадіон: НСК «Олімпійський» Глядачі: 500 Суддя: Ігор Подушкін |  |

| 3 тур 25 липня 2004 | «Металург» (Запоріжжя) | 0 – 0    | «Арсенал» (Київ) | Запоріжжя                                              |  |
| 19:00               |                        | Протокол |                  | Стадіон: «АвтоЗАЗ» Глядачі: 3,000 Суддя: Євген Котенко |  |

| 4 тур 1 серпня 2004 | «Таврія» (Сімферополь) | 1 – 1    | «Арсенал» (Київ)    | Сімферополь                                                    |  |
| 19:00               | Васіл Гігіадзе 53'     | Протокол | Костянтин Бабич 31' | Стадіон: РСК «Локомотив» Глядачі: 5,500 Суддя: Віталій Годулян |  |

| 5 тур 13 серпня 2004 | «Арсенал» (Київ)        | 1 – 0    | «Оболонь» (Київ) | Київ                                                          |  |
| 17:00                | Еммануель Окодува 90+3' | Протокол |                  | Стадіон: НСК «Олімпійський» Глядачі: 1,500 Суддя: Олег Орєхов |  |

| 6 тур 29 серпня 2004 | «Металіст» (Харків)  | 1 – 1    | «Арсенал» (Київ)      | Харків                                                   |  |
| 17:00                | Андерсон Рібейру 18' | Протокол | Сергій Омельянчук 80' | Стадіон: «Металіст» Глядачі: 18,500 Суддя: Ігор Покидько |  |

| 7 тур 18 вересня 2004 | «Арсенал» (Київ) | 0 – 2    | «Кривбас» (Кривий Ріг)                     | Київ                                                              |  |
| 19:00                 |                  | Протокол | Микола Кашевський 63' Сергій Нікітенко 66' | Стадіон: НСК «Олімпійський» Глядачі: 1,200 Суддя: В'ячеслав Жуков |  |

| 8 тур 24 вересня 2004 | «Шахтар» (Донецьк)                                             | 3 – 0    | «Арсенал» (Київ)      | Донецьк                                                           |  |
| 19:00                 | Брандау 64' (пен.) Франселіну Матузалем 80' Андрій Воробей 88' | Протокол | Сергій Омельянчук 81' | Стадіон: РСК «Олімпійський» Глядачі: 18,500 Суддя: Олександр Кран |  |

| 9 тур 2 жовтня 2004 | «Арсенал» (Київ)                        | 2 – 2    | «Закарпаття» (Ужгород) | Київ                                                                |  |
| 17:00               | Мацей Ковальчик 17' Костянтин Бабич 81' | Протокол | Юрій Целих 32', 90+2'  | Стадіон: НСК «Олімпійський» Глядачі: 1,200 Суддя: Володимир Сіренко |  |

| 10 тур 24 жовтня 2004 | «Волинь» (Луцьк) | 1 – 0    | «Арсенал» (Київ) | Луцьк                                                   |  |
| 17:00                 | Василь Сачко 88' | Протокол |                  | Стадіон: «Авангард» Глядачі: 8,350 Суддя: Ігор Подушкін |  |

| 11 тур 29 жовтня 2004 | «Арсенал» (Київ)                                                                                            | 5 – 2    | «Іллічівець» (Маріуполь)                 | Київ                                                             |  |
| 17:00                 | Костянтин Бабич 28' Володимир Анікєєв 34' Еммануель Окодува 53' Сергій Мізін 64' (пен.) Мацей Ковальчик 90' | Протокол | Геннадій Зубов 9' Едуард Цихмейструк 48' | Стадіон: НСК «Олімпійський» Глядачі: 700 Суддя: Василь Мельничук |  |

| 12 тур 7 листопада 2004 | «Динамо» (Київ)        | 1 – 1    | «Арсенал» (Київ)      | Київ                                                |  |
| 17:00                   | Валентин Белькевич 84' | Протокол | Еммануель Окодува 73' | Стадіон: «Динамо» Глядачі: 8,000 Суддя: Ігор Іщенко |  |

| 13 тур 11 листопада 2004 | «Арсенал» (Київ)                     | 2 – 1    | «Чорноморець» (Одеса)   | Київ                                                             |  |
| 17:00                    | Сергій Мізін 44' Мацей Ковальчик 73' | Протокол | Костянтин Балабанов 33' | Стадіон: НСК «Олімпійський» Глядачі: 1,500 Суддя: Анатолій Жосан |  |

| 14 тур 28 листопада 2004 | «Дніпро» (Дніпропетровськ) | 1 – 0    | «Арсенал» (Київ) | Дніпропетровськ                                       |  |
| 14:00                    | Олександр Мелащенко 84'    | Протокол |                  | Стадіон: «Метеор» Глядачі: 3,000 Суддя: Ігор Подушкін |  |

| 15 тур 5 грудня 2004 | «Арсенал» (Київ)                         | 2 – 1    | «Металург» (Донецьк) | Київ                                                              |  |
| 17:00                | Мірко Бунєвчевич 30' Мацей Ковальчик 73' | Протокол | В'ячеслав Чечер 33'  | Стадіон: НСК «Олімпійський» Глядачі: 1,000 Суддя: Віталій Годулян |  |

| 16 тур 1 березня 2005 | «Металург» (Донецьк) | 1 – 0    | «Арсенал» (Київ) | Донецьк                                                   |  |
| 17:00                 | Андрес Мендоса 44'   | Протокол |                  | Стадіон: «Металург» Глядачі: 1,050 Суддя: Євген Абросимов |  |

| 17 тур 6 березня 2005 | «Арсенал» (Київ) | 1 – 2    | «Дніпро» (Дніпропетровськ)        | Київ                                                           |  |
| 16:00                 | Сергій Мізін 52' | Протокол | Сергій Корніленко 14', 81' (пен.) | Стадіон: НСК «Олімпійський» Глядачі: 800 Суддя: Анатолій Жосан |  |

| 18 тур 13 березня 2005 | «Чорноморець» (Одеса) | 1 – 0    | «Арсенал» (Київ) | Одеса                                                     |  |
| 16:00                  | Сергій Білозор 44'    | Протокол |                  | Стадіон: Стадіон ЧМП Глядачі: 10,500 Суддя: Ігор Подушкін |  |

| 19 тур 20 березня 2005 | «Арсенал» (Київ) | 0 – 0    | «Динамо» (Київ) | Київ                                                           |  |
| 17:00                  |                  | Протокол |                 | Стадіон: НСК «Олімпійський» Глядачі: 3,000 Суддя: Сергій Шебек |  |

| 20 тур 3 квітня 2005 | «Іллічівець» (Маріуполь) | 0 – 0    | «Арсенал» (Київ) | Маріуполь                                                   |  |
| 15:00                |                          | Протокол |                  | Стадіон: «Іллічівець» Глядачі: 7,500 Суддя: Віталій Годулян |  |

| 21 тур 9 квітня 2005 | «Арсенал» (Київ)      | 1 – 2    | «Волинь» (Луцьк)                     | Київ                                                           |  |
| 17:00                | Володимир Анікєєв 51' | Протокол | Василь Сачко 3' Бранислав Крунич 47' | Стадіон: НСК «Олімпійський» Глядачі: 2,500 Суддя: Олег Зубарєв |  |

| 22 тур 16 квітня 2005 | «Закарпаття» (Ужгород)         | 2 – 0    | «Арсенал» (Київ) | Ужгород                                                 |  |
| 17:00                 | Жолт Нодь 5' Сергій Шевцов 24' | Протокол |                  | Стадіон: «Авангард» Глядачі: 3,000 Суддя: Андрій Шандор |  |

| 23 тур 25 квітня 2005 | «Арсенал» (Київ)       | 1 – 1    | «Шахтар» (Донецьк)              | Київ                                                               |  |
| 18:30                 | Сергій Мізін 6' (пен.) | Протокол | Маріуш Левандовський 72' (пен.) | Стадіон: НСК «Олімпійський» Глядачі: 1,500 Суддя: Василь Мельничук |  |

| 24 тур 30 квітня 2005 | «Кривбас» (Кривий Ріг) | 0 – 3    | «Арсенал» (Київ)                              | Кривий Ріг                                                |  |
| 19:00                 |                        | Протокол | Костянтин Бабич 29' Емануель Окодува 77', 79' | Стадіон: «Металург» Глядачі: 8,000 Суддя: В'ячеслав Жуков |  |

| 25 тур 7 травня 2005 | «Арсенал» (Київ) | 0 – 0    | «Металіст» (Харків) | Київ                                                              |  |
| 17:00                |                  | Протокол |                     | Стадіон: НСК «Олімпійський» Глядачі: 2,000 Суддя: Євген Абросимов |  |

| 26 тур 15 травня 2005 | «Оболонь» (Київ)                       | 2 – 1    | «Арсенал» (Київ)    | Київ                                                           |  |
| 17:00                 | Сергій Третяк 37' Андрій Конюшенко 76' | Протокол | Костянтин Бабич 87' | Стадіон: НТК ім. Баннікова Глядачі: 1,200 Суддя: Ігор Подушкін |  |

| 27 тур 22 травня 2005 | «Арсенал» (Київ)                         | 2 – 2    | «Таврія» (Сімферополь)                       | Київ                                                            |  |
| 17:00                 | Владимир Рибич 69' Еммануель Окодува 78' | Протокол | Олександр Ковпак 34' Володимир Гоменюк 90+1' | Стадіон: НСК «Олімпійський» Глядачі: 1,500 Суддя: Андрій Шандор |  |

| 28 тур 27 травня 2005 | «Арсенал» (Київ) | 1 – 0    | «Металург» (Запоріжжя) | Київ                                                            |  |
| 18:30                 | Ігор Костюк 57'  | Протокол |                        | Стадіон: НСК «Олімпійський» Глядачі: 1,000 Суддя: Ігор Подушкін |  |

| 29 тур 12 червня 2005 | «Оболонь» (Київ) | 0 – 1    | «Арсенал» (Київ)    | Бориспіль                                            |  |
| 18:30                 |                  | Протокол | Костянтин Бабич 45' | Стадіон: «Колос» Глядачі: 1,000 Суддя: Ігор Покидько |  |

| 30 тур 16 червня 2005 | «Арсенал» (Київ)                              | 2 – 0    | «Ворскла-Нафтогаз» (Полтава) | Київ                                                          |  |
| 18:30                 | Еммануель Окодува 56' Сергій Мізін 86' (пен.) | Протокол |                              | Стадіон: НСК «Олімпійський» Глядачі: 950 Суддя: Юрій Мосейчук |  |

## Склад
| Поз           | Ім'я                  | Народився  | Зріст | Вага | Ліга | Ліга  | Кубок | Кубок | Загалом | Загалом |
| Поз           | Ім'я                  | Народився  | Зріст | Вага | Ігор | Голів | Ігор  | Голів | Ігор    | Голів   |
| ------------- | --------------------- | ---------- | ----- | ---- | ---- | ----- | ----- | ----- | ------- | ------- |
| Воротарі:     |                       |            |       |      |      |       |       |       |         |         |
| ВР            | Роман Байрашевський   | 07.08.1974 | 188   | 86   | 19   | 0     | 0     | 0     | 19      | 0       |
| ВР            | Ігор Бажан            | 02.12.1981 | 187   | 82   | 11   | 0     | 1     | -2    | 12      | 0       |
| ВР            | Микола Павленко       | 07.05.1979 | 196   | 86   | 1    | 0     | 1     | 0     | 2       | 0       |
| Захисники:    |                       |            |       |      |      |       |       |       |         |         |
| ЗХ            | Олександр Першин      | 23.06.1977 | 182   | 79   | 27   | 1     | 2     | 0     | 29      | 1       |
| ЗХ            | Віталій Розгон        | 23.03.1980 | 177   | 73   | 25   | 0     | 2     | 0     | 27      | 0       |
| ЗХ            | Володимир Анікєєв     | 16.01.1976 | 183   | 76   | 22   | 2     | 2     | 0     | 24      | 2       |
| ЗХ            | Мірко Бунєвчевич      | 05.02.1978 | 185   | 78   | 22   | 1     | 1     | 0     | 23      | 1       |
| ЗХ            | Андрій Чернов         | 19.10.1979 | 193   | 86   | 16   | 0     | 2     | 0     | 18      | 0       |
| ЗХ            | Андрій Островський    | 13.09.1973 | 191   | 83   | 16   | 0     | 0     | 0     | 16      | 0       |
| ЗХ            | Северин Ганцарчик     | 22.11.1981 | 183   | 74   | 13   | 0     | 0     | 0     | 13      | 0       |
| ЗХ            | Олександр Клименко    | 11.02.1982 | 180   | 74   | 8    | 0     | 1     | 0     | 9       | 0       |
| Півзахисники: |                       |            |       |      |      |       |       |       |         |         |
| ПЗ            | Олексій Іванов        | 09.01.1978 | 170   | 64   | 25   | 0     | 2     | 0     | 27      | 0       |
| ПЗ            | Патрік Ібанда         | 05.09.1978 | 178   | 72   | 25   | 0     | 2     | 0     | 27      | 0       |
| ПЗ            | Сергій Мізін          | 25.09.1972 | 180   | 74   | 24   | 5     | 1     | 0     | 25      | 5       |
| ПЗ            | Ігор Костюк           | 14.09.1975 | 177   | 70   | 19   | 1     | 1     | 0     | 20      | 1       |
| ПЗ            | Івиця Пирич           | 24.01.1977 | 183   | 85   | 19   | 0     | 1     | 0     | 20      | 0       |
| ПЗ            | Сергій Коновалов      | 01.03.1972 | 180   | 77   | 11   | 0     | 1     | 1     | 12      | 1       |
| ПЗ            | Сергій Омельянчук     | 08.08.1980 | 178   | 75   | 10   | 1     | 0     | 0     | 10      | 1       |
| ПЗ            | Олег Пестряков        | 05.08.1974 | 180   | 69   | 6    | 0     | 2     | 0     | 8       | 0       |
| ПЗ            | Андрій Рябих          | 16.05.1982 | 178   | 72   | 7    | 0     | 0     | 0     | 7       | 0       |
| ПЗ            | Ігор Скоба            | 21.05.1982 | 189   | 83   | 7    | 0     | 0     | 0     | 7       | 0       |
| ПЗ            | Василь Кардаш         | 14.01.1973 | 185   | 78   | 6    | 0     | 0     | 0     | 6       | 0       |
| ПЗ            | Микола Наконечний     | 10.09.1981 | 175   | 70   | 4    | 0     | 1     | 0     | 5       | 0       |
| ПЗ            | Іван Баранов          | 16.06.1985 | 195   | 85   | 2    | 0     | 0     | 0     | 2       | 0       |
| Нападники:    |                       |            |       |      |      |       |       |       |         |         |
| НП            | Костянтин Бабич       | 06.05.1975 | 184   | 77   | 27   | 6     | 2     | 1     | 29      | 7       |
| ПЗ            | Еммануель Окодува     | 21.11.1983 | 185   | 81   | 24   | 8     | 1     | 1     | 25      | 9       |
| НП            | Мацей Ковальчик       | 06.03.1977 | 181   | 73   | 17   | 4     | 1     | 1     | 18      | 5       |
| НП            | Владимир Рибич        | 28.03.1981 | 182   | 76   | 4    | 1     | 0     | 0     | 4       | 1       |
| НП            | Олександр Батальський | 29.10.1986 | 190   | 82   | 1    | 0     | 0     | 0     | 1       | 0       |